# 坂井圣人
坂井聖人（日语：／ Sakai Masato；1995年6月6日—），日本男子游泳運動員。福岡縣柳川市出生，於2016年贏得夏季奧林匹克運動會游泳比賽男子200公尺蝶式項目銀牌。